# Artă computerizată

Desmond Paul Henry, Picture by Drawing Machine 1 (1960)

Arta computerizată sau arta digitală (uneori artă pe calculator) reprezintă toate activitățile creative bazate pe utilizarea de informații (tehnologia calculatorului) care au ca rezultat  opere de artă în format digital.
Deși termenul poate fi aplicat operelor de artă create inițial prin folosirea altor medii sau prin scanare, arta pe calculator se referă întotdeauna la operele de artă care au fost modificate prin intermediul unor programe de calculator (software).

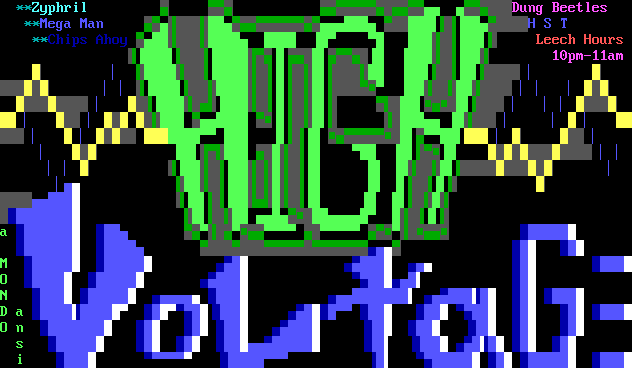
Artă ANSI

## Reprezentanți
Artiști notabili ai artei digitale: James Faure Walker, Manfred Mohr, Ronald Davis, Joseph Nechvatal, Matthias Groebel, George Grie, Olga Kisseleva, John Lansdown, Perry Welman, și Jean-Pierre Hébert.

## Tipuri de artă digitală
Printre diferitele forme de artă pe calculator se numără,
- Artă ANSI
- Artă ASCII
- Chiptune
- Demo
- Demoscene
- Literatură Hypertext
- Pictură digitală
- Pixel-art
- Poezie digitală

## Pionieri ai artei digitale
- Desmond Paul Henry - a inventat Henry Drawing Machinine în 1960
- David Em
- Herbert W. Franke
- Laurence Gartel
- John Lansdown
- Manfred Mohr
- Frieder Nake
- Hisham Zreiq
- Yiannis Melanitis

## Legături externe
- Computer Art Congress [CAC.2]: Mexico, March 26 - 28, 2008, organized by and held at Tecnológico de Monterrey Campus Toluca and Campus Estado de México. Chairs: Khaldoun Zreik and Everardo Reyes García. Exhibition at: Museum of Modern Art, Toluca City, Mexico.
- Ken Goldberg's Homepage
- Description of Harold Cohen's AARON
- Pindar Van Arman's Zanelle creation